# Gross-Rosen
Gross Rosen va ser un camp de concentració nazi situat a Rogoźnica, amb el seu nom alemany es deia Gross Rosen, una localitat a la part occidental de Polònia.
Es va construir a l'agost de 1940 com a subcamp de Sachsenhausen encara que l'1 de maig de 1941 es va convertir en camp independent a causa de l'alt nombre de treballadors destinats com a esclaus a les incipients factories bèl·liques del sector.
Compost de 94 subcamps destinats als presoners esclaus i centre d'entrenament per a les 541 dones SS que aprenien les maneres de tractar els reus per després ser destinades a altres camps, Gross Rosen posseïa a més una empresa pròpia que explotava els recursos d'una pedrera. La mort es produïa principalment per esgotament en el treball i per execucions de càstig. El gener de 1945 les tropes russes ja combatien a les proximitats del camp i es prepararen els transports i marxes de la mort per als presoners que havien d'evacuar Gross Rosen, essent finalment evacuat el 13 de febrer de 1945.